# Provincia Arauco

Provincia Arauco

Provincia Arauco este o provincie administrativă în Chile, în regiunea Biobío. Capitala provinciei este orașul Lebu.